# Matt Parker
Matthew Parker (født 22. december 1980) er en australsk stand-up komiker, forfatter, youtubepersonlighed og matematikformidler. Parker er Public Engagement in Mathematics Fellow på Queen Mary University of London. Han er tidligere matematiklærer og har hjulpet med at udbrede kendskabet til matematik og gøre det mere populært via sine turneer og videoer. Han har bl.a. medvirket i videoer på Numberphile-kanalen.
Han har også været vært ved videnskabs-standup arrangementet An Evening of Unnecessary Detail, hvor bl.a. Sally Le Page har optrådt.

## Bidrag til rekreationel matematik
Parker introducerede konceptet grafting number til rekreationel matematik, hvor et heltal med den egenskab at kvadratroden af heltallet, når det udtrykkes i base b, vil indeholde det oprindelige heltal eller direkte efter kommaet.
Parker forsøgte at skabe et 3×3 magisk kvadrat kun ved brug af kvadrattal. Hans forfejlede forsøg nedenfor er ikke helt et magisk kvadrat, da nogle af tallene optræder mere end én gang, og fordi diagonalen 23-37-47 ikke giver en sum på 3051, ligesom de andre rækker, kolonner og diagonal. Den kaldes Parker Square, hvilket blev kendt som en "maskot for folk der giver det et forsøg, men ender med at fejle". Det er også en metafor for noget der er udført næsten korrekt, men ikke er helt rigtigt.
| 292 | 12  | 472 |
| 412 | 372 | 12  |
| 232 | 412 | 292 |

Ved 2016 MathsJam Conference talte Parker om hvad han kaldte "letterwise magic squares". Han mente, at han var den første der fandt dette magiske kvadrat, men den 5. maj 2017 uploadede han video, hvor han forklarede at hans magiske kvadrat var mere kendt som alfamagiske kvadrater.
Sammen med matematikeren Hannah Fry har Parker fremstillet en algoritme, der optimerer vinderchancerne i brætspillet matador.